# Drosophila avicennai
Drosophila avicennai este o specie de muște din genul Drosophila, familia Drosophilidae, descrisă de Maca în anul 1988.
Este endemică în Kazakhstan. Conform Catalogue of Life specia Drosophila avicennai nu are subspecii cunoscute.